# Iphiteon
Iphiteon är ett släkte av svampdjur. Iphiteon ingår i familjen Dactylocalycidae.
Kladogram enligt Catalogue of Life:
| Iphiteon | \| \| Iphiteon compressa \| \| \| \| \| \| Iphiteon panicea. \| \| \| \| |
|          | \| \| Iphiteon compressa \| \| \| \| \| \| Iphiteon panicea. \| \| \| \| |
|          | Auloplax                                                                 |
|          |                                                                          |
|          | Dactylocalyx                                                             |
|          |                                                                          |
|          | Iphiteon compressa                                                       |
|          |                                                                          |
|          | Iphiteon panicea.                                                        |
|          |                                                                          |

|  | Iphiteon compressa |
|  |                    |
|  | Iphiteon panicea.  |
|  |                    |